# صودر (بني ضبيان)
صودر هي إحدى قرى عزلة بني ضبيان بمديرية بني ضبيان التابعة لمحافظة صنعاء، بلغ تعداد سكانها 92 نسمة حسب تعداد اليمن لعام 2004.